# 松尾陽太郎
松尾 陽太郎（まつお ようたろう）は、日本の大学教授、工学博士。東京工業大学名誉教授。研究分野は複合材料、界面、無機材料、物性。

## 人物・経歴
1966年上智大学理工学部機械工学科卒業。1971年東京工業大学大学院理工学研究科生産機械工学博士単位取得満期退学。同年東京工業大学助手、1984年同大学助教授、1995年同大学教授を経て、2008年から同大学名誉教授。
日本セラミックス協会理事、日本機械学会フェロー、日本セラミックス協会高温・構造材料部会長、日本機械学会評議員、耐火物技術協会副会長を歴任。
1994年日本セラミックス協会学術賞、1995年日本信頼性学会高木賞、1998年アメリカセラミックス学会エンジニアリングセラミックス部門優秀講演論文賞、2000年日本機械学会機械材料・材料加工部門功績賞、2003年平成15年度耐火物合同研究発表会優秀論文賞を受賞。